# الحديقة الوطنية تازة
الحديقة الوطنية تازة انشأنت بمرسوم رقم 348/34 الصادر في 03 نوفمبر 1984، هي متنزه من المتنزهات الوطنية الجزائرية الصغار.
تقع في ولاية جيجل في جبال أطلس التل، وتطل على خليج بجاية، وسميت تازة، وهي بلدة بالقرب من الحديقة. تبلغ مساحتها الإجمالية 3807 هكتار (9410 فدان) وتشمل أجزاء من منطقة غابات جبل قروش.
نشأت في إطار الحماية والحفاظ على التراث الطبيعي والثقافي و من خلال المرسوم رقم 452/89 المؤرخ في 23 جويلية 1983، وتقع في ولاية جيجل وتبلغ مساحتها 2807 هكتار، وهي تضم بذلك 03 مناطق. العوانة بمساحة 20% و زيامة منصورية 27.5% و 50% من منطقة سلمى بن زايدة، وبذلك تبعد عن ولاية جيجل بحوالي 20كلم من ولاية جيجل و 59 كلم من شرق بجاية و 100 كلم من شمال شرق سطيف.

## معرض الصور

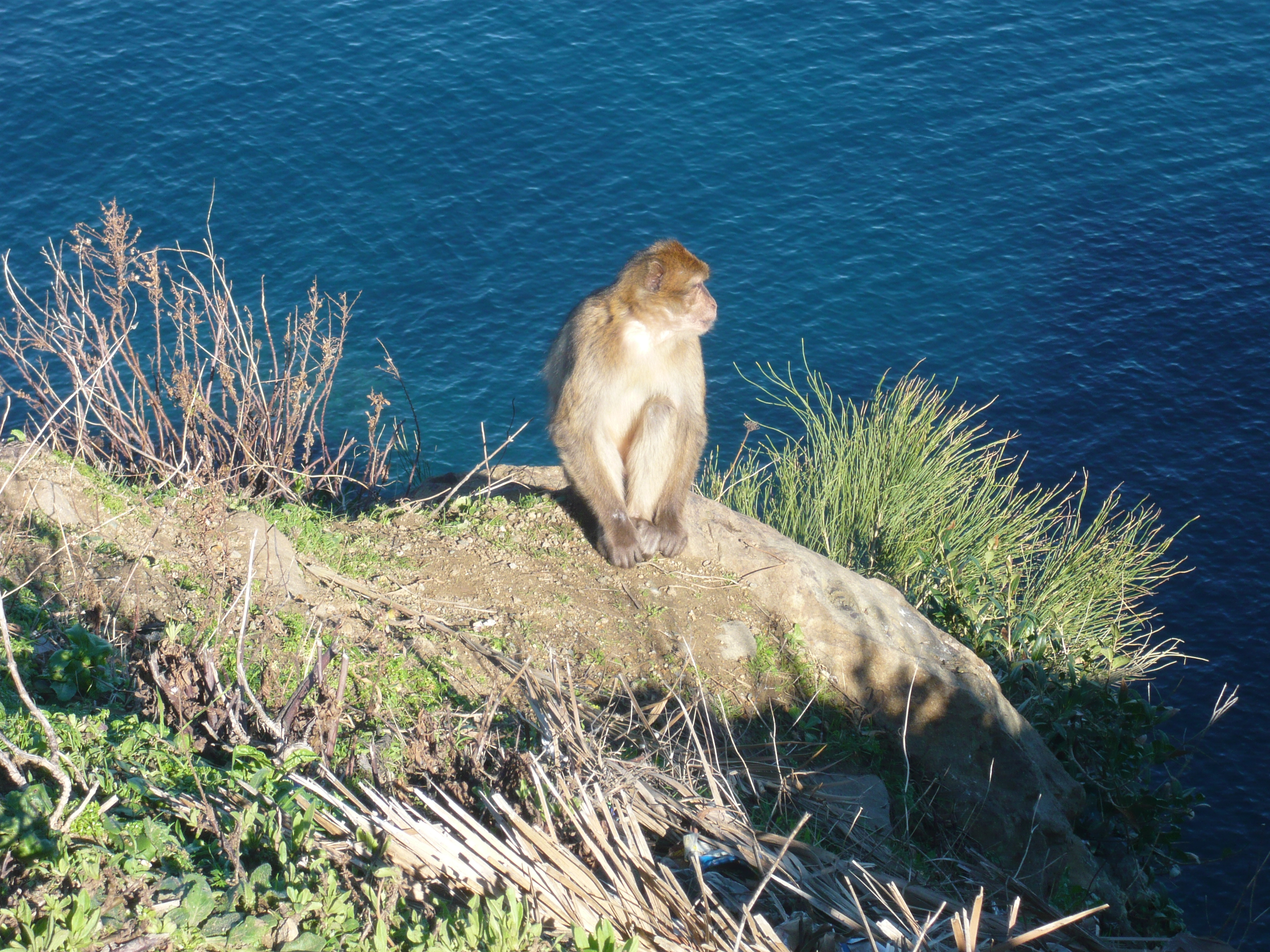
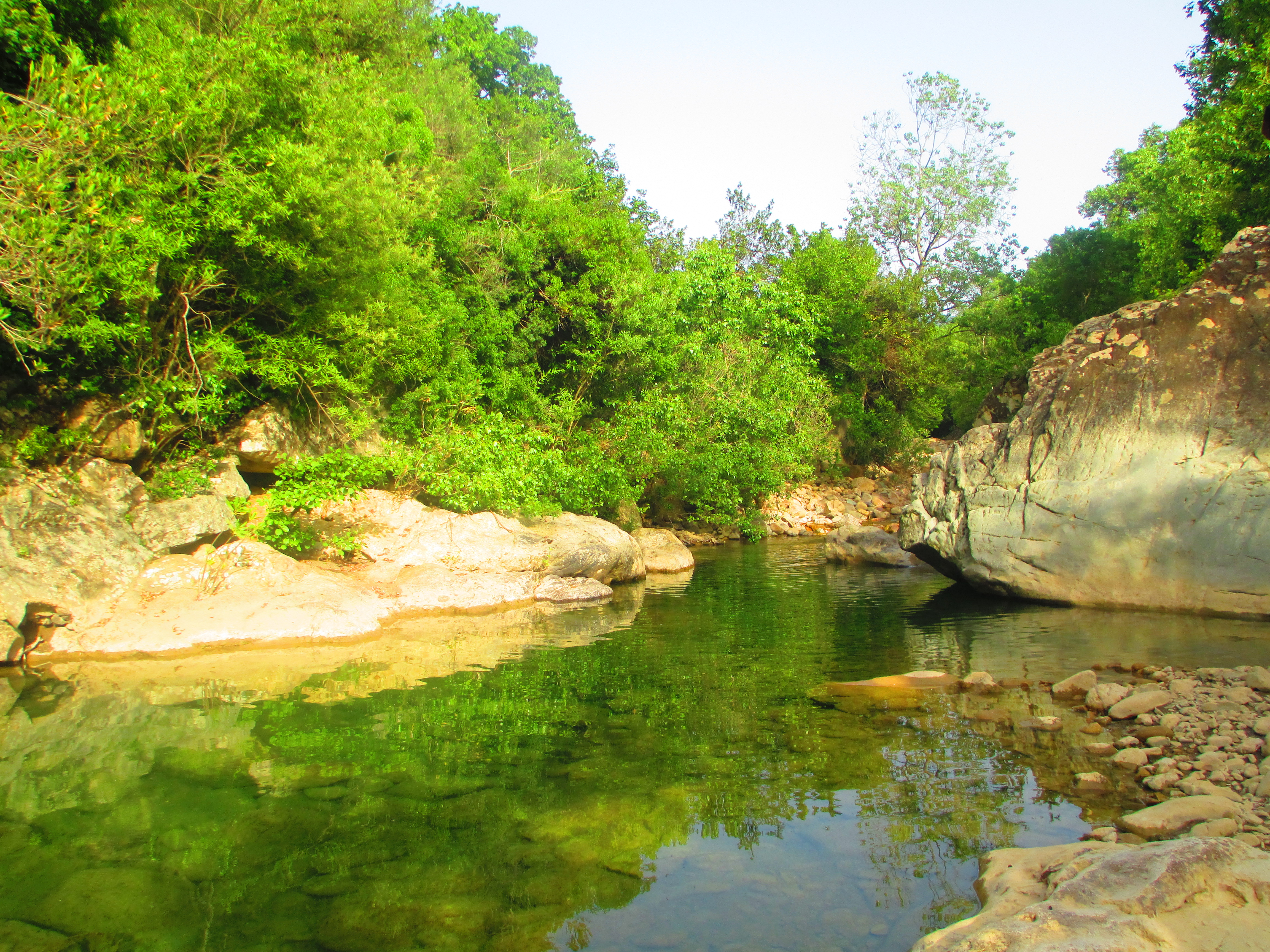

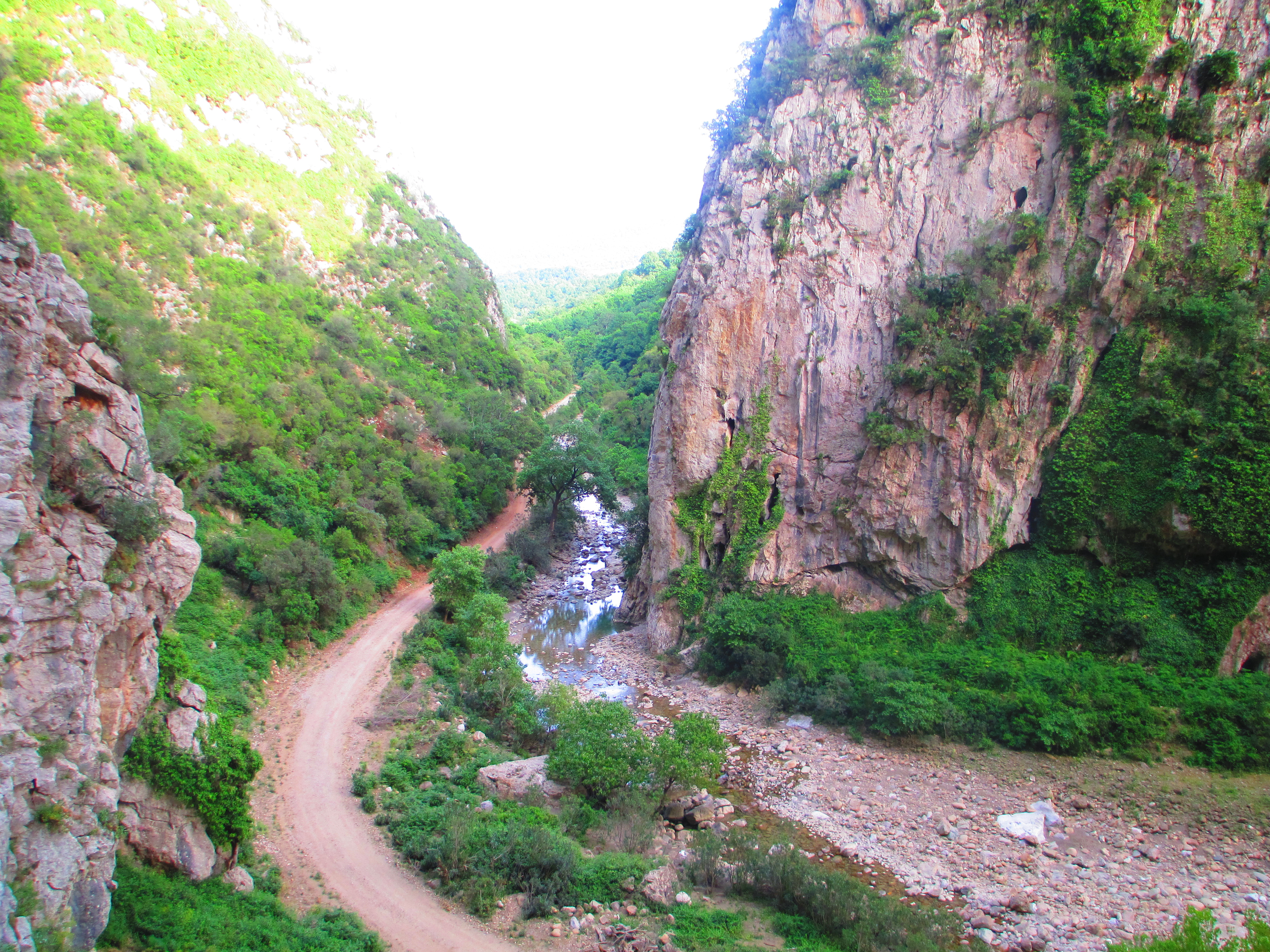

## مواضيع ذات صلة
- أنفاق ملبو
- مغارة أفالو

## روابط خارجية
- Park data on UNEP-WPMC
- الديوان الجيجليب السياحي